# 무골
무골(摩離, ?~?)은 고구려의 관리이자, 공신이다.

## 생애
주몽이 부여를 탈출한 뒤 모둔곡(毛屯谷)이란 곳에 이르자 납의(衲衣)를 입고 있는 그와 재사, 묵거를 만나게 되었다. 주몽이 “그대들은 어떤 사람들인가? 성(姓)은 무엇이고 이름은 무엇인가?”라고 물었지만 성씨는 답하지 않자 주몽이 그에게는 중실씨(仲室氏), 묵거에게 소실씨(少室氏), 재사에게는 극씨(克氏) 성씨를 주고 “내가 바야흐로 하늘의 크나큰 명을 받아 나라의 기틀을 열려고 하는데 마침 이 세 명의 현명한 사람을 만났으니, 어찌 하늘께서 주신 것이 아니겠는가”라고 하며 그들의 능력을 살핀 뒤 각기 일을 맡기고 그들과 함께 졸본천(卒本川)에 이른 뒤 고구려를 건국했다.

## 가계
- 아버지 : 무씨(摩氏)
- 어머니 : 미상
  - 무신 : 무골(摩離)

## 무골이 등장하는 작품
- 《주몽》(MBC, 2006년~2007년, 배우:서범식)